# یک شب در ژاپن
یک شب در ژاپن (به انگلیسی: One Night in Japan) نام یک آلبوم زنده غیررسمی از مایکل جکسون است که در ۱۰ آوریل ۲۰۰۹ منتشر شد.
این آلبوم در سال ۱۹۸۷ و در هنگام برگزاری تور جهانی بد در شهر یوکوهاما، ژاپن ضبط گردید.

## فهرست آهنگ‌ها
دیسک ۱
1. "Intro" - ۰:۳۶
2. «می‌خوای چیزی رو شروع کنی» - ۵:۱۴
3. "Things I Do For You" - ۳:۲۸
4. «غیر معمول» - ۳:۴۴
5. «طبیعت انسان» - ۴:۲۸
6. "Heartbreak Hotel" (a.k.a. This Place Hotel) - ۵:۲۳
7. «او در زندگی‌ام نیست» - ۴:۱۵
8. مختلط از جکسون فایو: «می‌خواهم برگردی», «عشقی که تو حافظ آن هستی», «آنجا خواهم بود» - ۶:۰۷
9. «رقص با تو» - ۴:۰۳
10. "Lovely One" - ۵:۵۴

دیسک ۲
1. «کار در شب و روز» - ۷:۱۰
2. «بزن به چاک» - ۶:۴۱
3. «بیلی جین» - ۵:۵۸
4. «بدنتو بلرزون (به سمت زمین)» - ۱۲:۴۶
5. «تریلر» - ۴:۲۹
6. «نمی‌تونم دوستت نداشته باشم» (به همراه شریل کرو) - ۶:۲۳
7. «بــد» - ۶:۰۹